# Пикте де Рошмон, Шарль
Шарль Пикте де Рошмон (фр. Charles Pictet de Rochemont; 21 сентября 1755, Женева — 28 декабря 1824, Ланси, Швейцария) — швейцарский государственный и политический деятель, дипломат, агроном. Автор декларации о постоянном нейтралитете Швейцарии, ратифицированном великими державами на Венском конгрессе в 1815 году.

## Биография

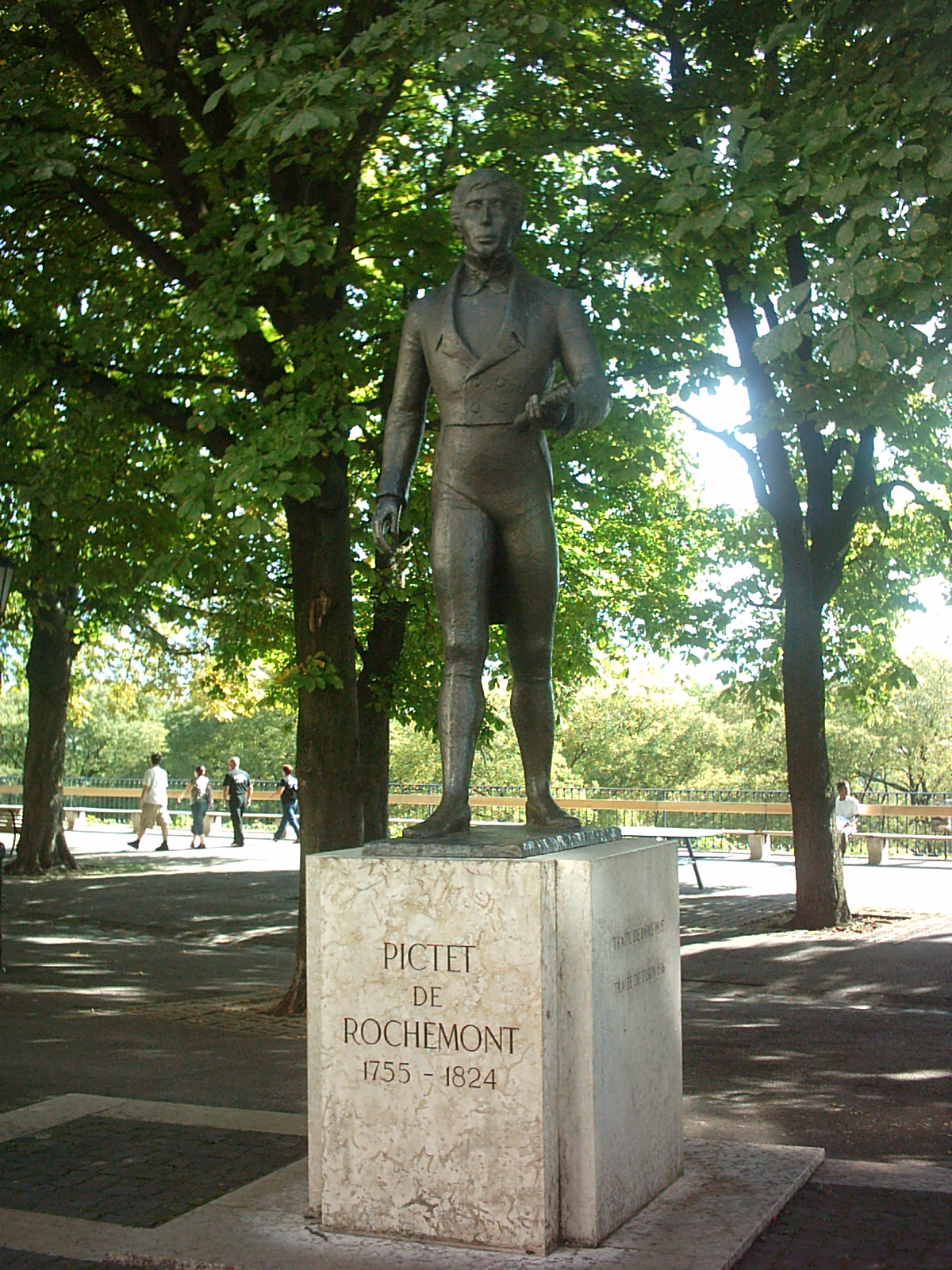
Памятник Шарлю Пикте де Рошмону в Женеве.

Аристократ, сын полковника. С 1775 года в течение двенадцати лет служил во французской армии.
С 1789 года поселился в Женеве, стал членом городского совета и занимался реорганизацией местной милиции.
В 1792 году после прихода к власти якобинского временного правительства, объявившего всех граждан равными, деятельность городских советов в Женеве была приостановлена. В 1794 году Ш. Пикте де Рошмон на год был помещён под домашний арест. А его тесть Жан-Франсуа де Рошмон — казнён.
Швейцария стала тогда театром военных действий. Армия Наполеона в 1798 году вторглась в страну, старая аристократия была сметена. Армия опустошила сельскую местность, зима 1800 года запомнилась швейцарцам страданиями и голодом. Швейцария была присоединена к Франции. Несколькими неделями позже Наполеон опубликовал новую конституцию для Гельветической Республики, которой он пытался заменить прежнюю архаичную систему кантонов централизованной властью. Вмешательство в провинциализм и традиционные свободы глубоко возмущало население страны и Наполеон в 1802 году вывел свои войска из Швейцарии.
Коалиция держав, победивших Наполеона, хотели иметь на границе с Францией не слабые, разрозненные карликовые государства, а политическое образование, способное служить своеобразным буфером на пути возможного продвижения Франции на юг Европы. Подобным образованием могло бы служить сильное швейцарское государство. В 1813 году Пикте де Рошмону, возглавлявшему женевскую делегацию, удалось встретиться в Базеле с русским и австрийским императорами, а также с королём Пруссии. Все они, включая и Александра I, настойчиво советовали Женеве войти в состав Конфедерации.
В 1813 году был восстановлен Швейцарский союз, и Ш. Пикте де Рошмон возобновил политическую деятельность, принимая участие в работе временного правительства в декабре 1813 года. В мае 1814 года в Париже был подписан мирный договор и решено, что Женева получит независимость, но присоединится к Союзу. На конгрессе в Вене, проходившем несколько позднее, когда обсуждались будущие границы, интересы Женевы поддержали Англия и Россия. Итогом переговоров 1815 года с Францией стал протокол, подписанный 29 марта 1815 года, по которому к Женеве были присоединены 6 коммун, бывших до этого частью французского Жекса (pays de Gex), Прени (Pregny-Сhambesy), Колле-Босси (Collex-Bossy), Гран-Саконне (Grand-Saconnex), Мейран (Meyran) и Вернье (Vernier). Обосновывалось это тем, что Женева должна иметь общую границу с приграничным кантоном Во, уже входившим в Швейцарский Союз.
С октября 1814 года он был представителем Женевской Республики на Венском конгрессе, а после окончательного поражения Наполеона при Ватерлоо, на Парижской конференции с августа по ноябрь 1815 года представлял всю Швейцарскую Конфедерацию.
Стал автором документа, принятого в качестве основы для вечного нейтралитета Швейцарии, вступившего в силу с 20 марта 1815 года. После Венского конгресса в 1815 году стал национальным героем, так как управлял на конгрессе оставлением Женевы в составе Швейцарской конфедерации и подготавливал проект Декларации вечного нейтралитета.
С января по март 1816 года Ш. Пикте де Рошмон был с дипломатической миссией в Турине, в результате переговоров определена сардинско-швейцарская граница.
Ш. Пикте де Рошмон написал много работ в области сельского хозяйства, в том числе «Cours d’Agriculture anglaise» (1807—1810).
Отец Адольфа Пикте, лингвиста, философа и писателя.
Похоронен на женевском кладбище Королей.

## Память
- На бульваре Де Ля Трей в Женеве установлен памятник Пикте де Рошмону.